# Jinshi (socken i Kina, Hunan, lat 27,59, long 112,74)
Jinshi (kinesiska: 锦石, 锦石乡) är en socken i Kina. Den ligger i provinsen Hunan, i den södra delen av landet, omkring 71 kilometer söder om provinshuvudstaden Changsha. Antalet invånare är 22946. Befolkningen består av 11 297 kvinnor och 11 649 män. Barn under 15 år utgör 16,0 %, vuxna 15-64 år 69 %, och äldre över 65 år 14,0 %.
Genomsnittlig årsnederbörd är 1 784 millimeter. Den regnigaste månaden är maj, med i genomsnitt 354 mm nederbörd, och den torraste är oktober, med 38 mm nederbörd.